# Драча (комуна)
Драча (рум. Dracea) — комуна у повіті Телеорман в Румунії. До складу комуни входять такі села (дані про населення за 2002 рік):
- Драча (1466 осіб)
- Злата (137 осіб)
- Флоріка (339 осіб)

Комуна розташована на відстані 106 км на південний захід від Бухареста, 26 км на південний захід від Александрії, 112 км на південний схід від Крайови.

## Населення
У 2009 року у комуні проживали 1877 осіб.